# Feliks Perekładowski

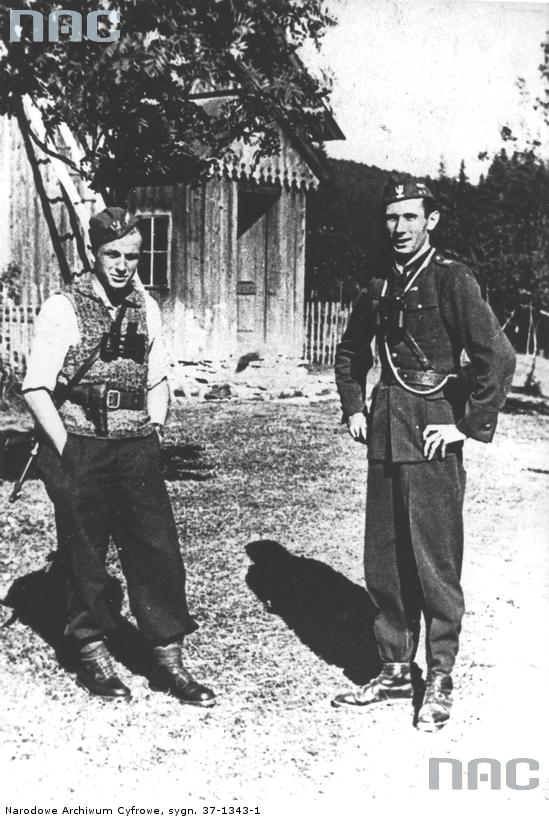
Feliks Perekładowski i Jan Wojciech Lipczewski, dowódca I Batalionu 1 Pułku Strzelców Podhalańskich Armii Krajowej (ze zbiorów NAC)

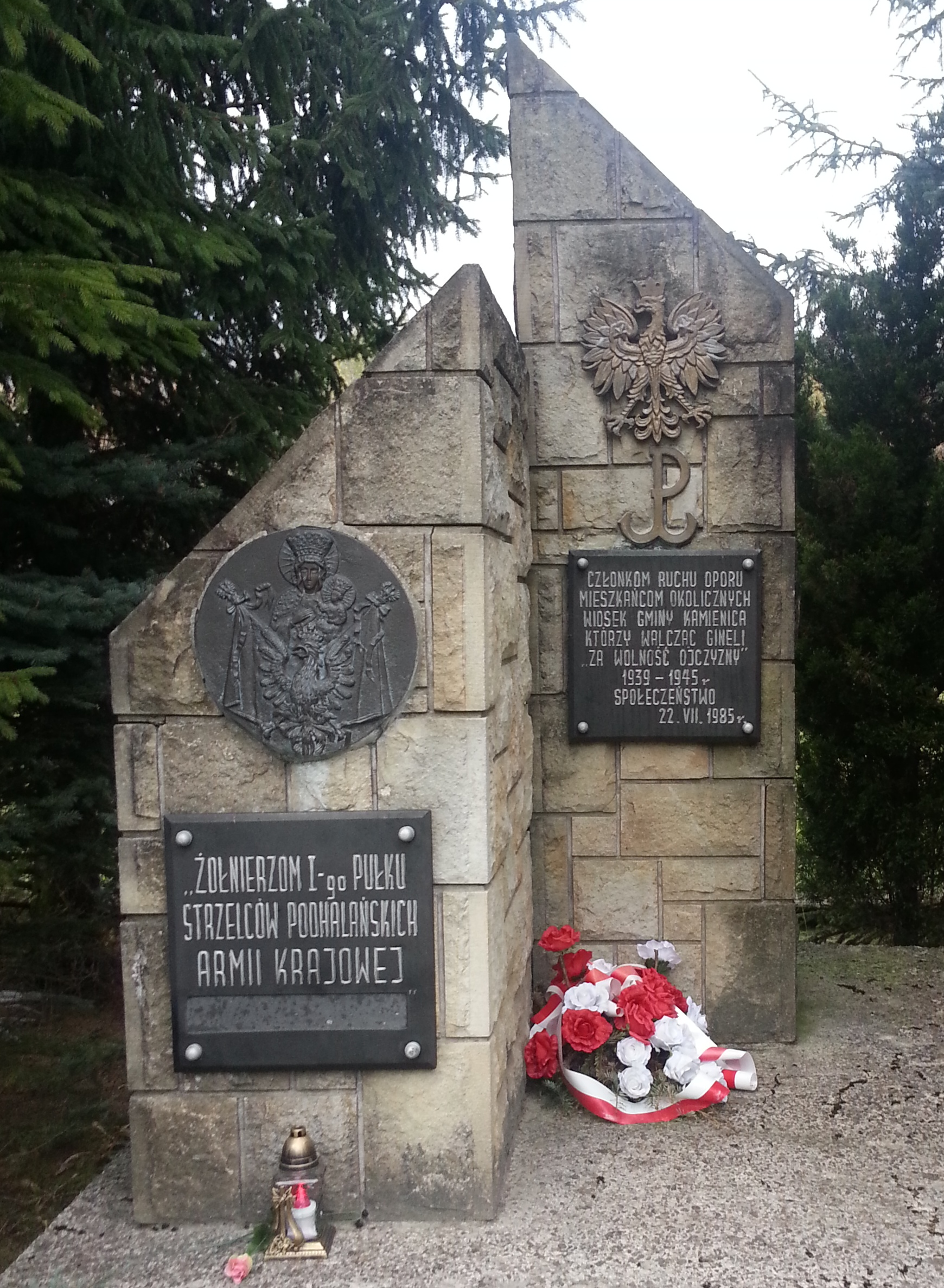
Pomnik 1 Pułku Strzelców Podhalańskich AK w Szczawie

Feliks Perekładowski ps. Przyjaciel 2, Wiatr 2 (ur. 11 września 1921 w Żółkwi, zm. 10 grudnia 1973 w Buenos Aires) – podoficer Wojska Polskiego, Armii Andersa i Polskich Sił Zbrojnych na Zachodzie, oficer Armii Krajowej, porucznik piechoty, cichociemny.

## Życiorys
W 1938 roku zdał maturę w Korpusie Kadetów Nr 1 we Lwowie. Od września 1938 był uczniem Dywizyjnego Kursu Podchorążych Rezerwy 23 DP przy 73 Pułk Piechoty w Katowicach. Od czerwca 1939 odbywał praktykę w 73 Pułku Piechoty.
W kampanii wrześniowej 1939 roku walczył w obronie Lwowa (od 9 września, przebywał we Lwowie do 6 października). 9 października został aresztowany przy próbie przekroczenia granicy polsko-węgierskiej. Przebywał w więzieniach w Stanisławowie i Chersoniu. Został skazany na 5 lat łagrów. Przebywał w łagrach do jesieni 1941 roku, m.in. w Kandałakszy. 21 września 1941 roku został zwolniony z obozu i w lutym 1942 roku wstąpił do Armii Andersa, przydzielono go do 7 Dywizji Piechoty, następnie (od 31 maja) służył jako drużynowy w 2 Batalionie Strzelców Karpackich. Służył, jako instruktor na kursie podchorążych 3 Dywizji Strzelców Karpackich, a od 31 marca 1943 roku był zastępcą dowódcy plutonu w 2 Batalionie Strzelców Karpackich.
Zgłosił się do służby w kraju. 4 listopada 1943 roku został przeniesiony do Włoch i przydzielony do Sekcji Dyspozycyjnej Naczelnego Wodza. Po przeszkoleniu w dywersji został zaprzysiężony 14 lutego 1944 roku w Oddziale VI Sztabu Naczelnego Wodza. Zrzutu dokonano w nocy z 30 na 31 maja 1944 roku w ramach operacji „Weller 30” dowodzonej przez mjra naw. Eugeniusza Arciuszkiewicza (zrzut na placówkę odbiorczą „Paszkot 1” 7 km na północ od Łańcuta). Po aklimatyzacji dostał na początku lipca przydział do Kedywu Inspektoratu Nowy Sącz Okręgu Kraków AK. Został zastępcą dowódcy oddziału partyzanckiego „Wilk” dowodzonego przez por. Krystiana Więckowskiego ps. Zawisza oraz dowódcą 1 plutonu. Od 16 sierpnia 1944 roku był dowódcą oddziału o początkowej sile ok. 40 osób. Brał udział w wielu akcjach, były to m.in.:
- rozbrojenie ok. 50-osobowego niemieckiego posterunku w Kamienicy, 27 lipca 1944 roku[1]
- zasadzka na szosie koło Kamienicy, w wyniku której zginęło 5 Niemców, 5 było rannych, a 7 wzięto do niewoli (ok. 28 lipca),
- od 29 lipca uczestniczył w Akcji „Burza”,
- rozbrojenie 50-osobowej załogi Wehrmachtu w umocnionej szkole w Kamienicy[2],
- rozbrojenie 2-osobowego posterunku w Łącku (ok. 1 sierpnia),
- uwolnienie 16 więźniów radzieckich w Jazowsku (ok. 1 sierpnia),
- 2 akcje na samochody niemieckie na drodze Krościenko nad Dunajcem–Czorsztyn i pod Tylmanową (sierpień)
- opanowanie budynku stacyjnego w Kasinie Wielkiej (w nocy z 16 na 17 sierpnia), w odwecie Niemcy spalili kilka wsi i zamordowali ok. 100 osób[2],
- atak na oddział żandarmów (10 zginęło, 15 było rannych, 21 sierpnia),
- zasadzka na samochód wiozący załogę posterunku w Łącku – 29 zabitych i rannych Niemców (7 września).

Od 22 września walczył jako dowódca 1 kompanii (i tymczasowo zastępca dowódcy 1 batalionu) 1 Pułku Strzelców Podhalańskich AK, brał m.in. udział w takich akcjach jak:
- rozbrojenie 15-osobowego posterunku w Leśnicy (koniec września),
- uderzenie na posterunek Grenzschutzu w Czarnej Wodzie (15 października)[3],
- nieudany atak na posterunek Grenzschutzu w Szczawnicy (17 października)[3],
- ponowne opanowanie posterunku w Leśnicy i udział w końcowej fazie bitwy o Ochotnicę[1],

28 listopada został odprawiony (na czele początkowo 8-osobowego, później 20-osobowego oddziału) do działań w rejonie Zakopanego. Oddział ten został od 6 grudnia wydzielony z 1 Pułku Strzelców Podhalańskich. Na czele tego oddziału:
- zdobył posterunek straży słowackiej w Hyżnem (w nocy z 5 na 6 grudnia),
- rozbroił posterunek w Suchej Górze Orawskiej,
- zlikwidował kilku konfidentów niemieckich i wychłostał kilku złodziei,
- opanował stację kolejową w Podczerwonym,
- rozbroił słowacki posterunek w Orawskiej Głodówce (styczeń 1945 roku).

Od 27 stycznia organizował demobilizację AK w regionie, przerzucał spalonych żołnierzy do Wrocławia, likwidował konfidentów UB, prowadził działalność propagandową. Działał w Delegaturze Sił Zbrojnych na Kraj.
15 października 1945 roku wyjechał z kraju. Dotarł do sztabu 2 Korpusu Polskiego w Ankonie (poznał tam swoją przyszłą żonę, kierowniczkę gospody PCK w Ankonie). Służył w Ekspozyturze Informacyjno-Wywiadowczej tego korpusu. W 1947 roku był ewakuowany do Wielkiej Brytanii.
Po demobilizacji wyemigrował do Argentyny. Mieszkał w Buenos Aires. Współwydawał pismo tamtejszej Polonii „Kurier Polski”. Był czynnym działaczem Koła Byłych Żołnierzy AK w Buenos Aires i wiceprezesem Stowarzyszenia Polskich Kombatantów w Argentynie.
Po śmierci został pochowany na cmentarzu Remedios de Escalada.

## Awanse
- kapral podchorąży – 12 sierpnia 1939 roku
- podporucznik – ze starszeństwem z dniem 1 marca 1944 roku
- porucznik – 1 stycznia 1945 roku.

## Odznaczenia
- Krzyż Srebrny Orderu Virtuti Militari – 1 stycznia 1945 roku.

## Życie rodzinne
Był synem Witolda i Feliksy z domu Herc. Ożenił się z Blanką Krzyńską (1922–1990), nie miał dzieci.